# Good Clean Family Entertainment You Can Trust
Secondo album Compilation del gruppo musicale D-A-D, pubblicato nel 1995.

## Tracce
1. Sleeping My Day Away
2. Bad Craziness
3. Jihad
4. Grow Or Pay
5. Reconstrucdead
6. Laugh 'N' a 1/2
7. Written in Water
8. Rim of Hell
9. Girl Nation
10. Point of View
11. Helpyourselfish
12. I Won'T Cut My Hair
13. Riding with Sue
14. It's After Dark

## Formazione
- Jesper Binzer - voce, chitarra
- Jacob Binzer - chitarra
- Stig Pedersen - basso
- Laust Sonne - batteria